# 식시카 연맹

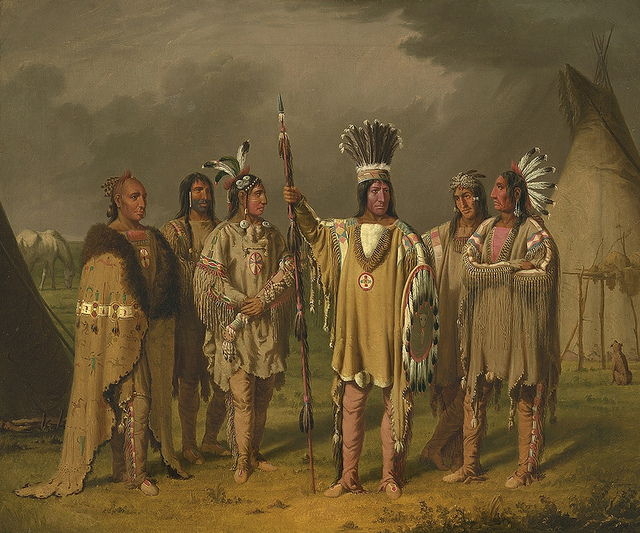
1859년

식시카 연맹(식시카어: Siksikaitsitapi, 영어: Blackfoot Confederacy)은 북미 대평원 원주민의 한 갈래로, 식시카, 카이나이, 북피카니, 남피카니 4개 부족으로 이루어진 연맹체였다. 언어학적으로는 모두 알곤킨어파에 속하는 식시카어를 구사하는 알곤킨 제족이었다. 좀 더 넓게 잡을 경우 다른 언어를 구사했지만 식시카 연맹과 동맹관계였던 추트이나, 그로뱅트르도 식시카 연맹으로 취급한다.
역사적으로, 식시카 연맹을 구성한 부족들은 바이슨을 사냥하고 송어를 낚시하던 유랑민족이었으며, 그 유랑 범위는 북미대륙 서부의 그레이트플레인스 북부 대부분을 가로질렀다. 특히 반건조 기후의 숏그래스 프레리가 이들의 주무대였다. 식시카 연맹 부족들은 바이슨 무리의 이동에 따라 오늘날의 미국-캐나다 국경을 자유롭게 오갔으며, 그 활동범위가 북쪽으로는 앨버타주 보강에 이르렀다. 18세기 하반기 들어 식시카는 무쇠 연맹의 중개로 백인과 교역하여 말과 총기를 손에 넣었고, 이를 계기로 활동영역이 크게 넓어져 수 연맹을 비롯한 주변 부족들과 경쟁했다.
식시카 연맹을 이루는 네 부족 중 세 부족(식시카, 카이나이, 북피카니)은 오늘날 캐나다 앨버타주에 살고 있으며, 남피카니는 미국 몬태나주에 살면서 연방정부의 공인을 받았다. 식시카의 동맹부족인 그로뱅트르와 추트이나도 각각 미국과 캐나다의 원주민 부족으로 공인받았다.